# NGC 755
NGC 755 è una galassia a spirale barrata situata nella costellazione della Balena, a una distanza di circa 66 milioni di anni luce dalla nostra Via Lattea.

## Scoperta
La galassia è stata scoperta il 10 gennaio 1785 dall'astronomo britannico di origine tedesca William Herschel. È stata successivamente osservata anche dall'astronomo statunitense Ormond Stone nel 1886 e quindi inserita nel New General Catalogue anche con il codice NGC 763.

## Descrizione
NGC 755 ha una classe di luminosità II-III e presenta una larga riga a 21 cm dell'idrogeno neutro. Nella galassia sono presenti anche regioni di idrogeno ionizzato.
Data la sua luminosità superficiale pari a 14,00, NGC 755 può essere classificata come una galassia a bassa luminosità superficiale (nella letteratura in lingua inglese abbreviata in LSB, acronimo di Low Surface Brightness). Le galassie LSB sono galassie di tipo diffuso (D) con una luminosità superficiale inferiore di almeno una magnitudine a quella del cielo notturno circostante.